# Orcenais
Orcenais település Franciaországban, Cher megyében. Lakosainak száma 242 fő (2022. január 1.). Orcenais Arcomps, Bouzais, Marçais, Nozières, Orval és Vallenay községekkel határos.

## Népesség
A település népessége az elmúlt években az alábbi módon változott:
| Lakosok száma | 312  | 233  | 265  | 263  | 250  | 252  | 253  | 252  | 249  | 242  |
|               | 1968 | 1982 | 1990 | 2006 | 2013 | 2015 | 2017 | 2019 | 2020 | 2022 |